# Isophyllia
Isophyllia är ett släkte av koralldjur. Isophyllia ingår i familjen Mussidae.
Kladogram enligt Catalogue of Life:
| Isophyllia | \| \| Isophyllia rigida \| \| \| \| \| \| Isophyllia sinuosa \| \| \| \| |
|            | \| \| Isophyllia rigida \| \| \| \| \| \| Isophyllia sinuosa \| \| \| \| |
|            | Acanthastrea                                                             |
|            |                                                                          |
|            | Acanthophyllia                                                           |
|            |                                                                          |
|            | Australomussa                                                            |
|            |                                                                          |
|            | Blastomussa                                                              |
|            |                                                                          |
|            | Cynarina                                                                 |
|            |                                                                          |
|            | Indophyllia                                                              |
|            |                                                                          |
|            | Lobophyllia                                                              |
|            |                                                                          |
|            | Micromussa                                                               |
|            |                                                                          |
|            | Mussa                                                                    |
|            |                                                                          |
|            | Mussismilia                                                              |
|            |                                                                          |
|            | Mycetophyllia                                                            |
|            |                                                                          |
|            | Scolymia                                                                 |
|            |                                                                          |
|            | Symphyllia                                                               |
|            |                                                                          |
|            | Isophyllia rigida                                                        |
|            |                                                                          |
|            | Isophyllia sinuosa                                                       |
|            |                                                                          |

|  | Isophyllia rigida  |
|  |                    |
|  | Isophyllia sinuosa |
|  |                    |

## Bildgalleri

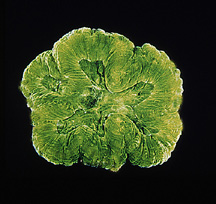